# Гашка, Ян Михал
Ян Ми́хал Га́шка, немецкий вариант — Йоганн Михаэль Гашке (в.-луж. Jan Michał Haška; нем. Johann Michael Haschke, 13 сентября 1778 года, Кулов, Лужица, курфюршество Саксония — 27 января 1854 года, Будишин, Лужица, Королевство Саксония) — католический священник, серболужицкий писатель и поэт.
Родился в 1778 году в крестьянской семье в серболужицкой деревне Кулов. С 1792 по 1802 года изучал теологию и философию в Лужицкой семинарии в Праге. В 1797 году закончил немецкоязычную пражскую Малостранскую гимназию. После возвращения в Лужицу до 1824 года служил викарием. В 1824 году назначен настоятелем в Хросчицах. С 1834 по 1842 года — схоластик и с 1843 до своей кончины в 1854 году — кантор в соборе святого Петра в Будишине.
Выступал против орфографической реформы верхнелужицкого языка. Один из основателей серболужицкой организации «Матица сербо-лужицкая». До 1853 года входил в совет этой организации.
Основные сочинения
- Jezusowa winica, to je modlerske ha spěwarske knihi… (совместно с Адольфом Соммером), Budyšin 1836
- Katechismus teje křesćianskeje katolskeje wučbe, Budyšin 1848
- Swjate sćenja, lekciony ha epistle na njedźele ha swjate dny cyłeho lěta…, Budyšin 1848